# Градове хищници
„Градове хищници“ е тетралогия от Филип Рийв, която се състои от книгите „Смъртоносни машини“ (2001), „Хищническо злато“ (2003), „Дяволски устройства“ (2005) и „Мрачна равнина“ (2006).

## Главни герои
- Том
- Тадеус Валънтайн

## Награди
- Winner of the Nestlé Smarties Book Prize (England)
- Winner of the Guardian Fiction Prize (England)

## Филм
На 14 декември 2018 Universal Pictures издава филмова адаптация на книгата.